# Air Sena
Air Sena is een bestuurslaag in het regentschap Kepulauan Anambas van de provincie Riouwarchipel, Indonesië. Air Sena telt 646 inwoners (volkstelling 2010).